# 發徒山大瀑布
發徒山大瀑布或名束穗山大瀑布，位於宜蘭縣南澳鄉發徒南段，發徒山和束穗山兩山之間的和平北溪溪谷。瀑布標高約2170公尺至1970公尺，落差逾200公尺。瀑布分三層跌落，以落差約130公尺的上層瀑布最為壯觀，為宜蘭縣境內三大最為壯觀的瀑布之一。由攀登南胡北山─束穗山的山徑可由側邊遠眺此瀑布，臺灣已故知名空拍攝影師齊柏林曾攝有此瀑布的影像紀錄。

## 解
1. ↑  根據《臺灣通用電子地圖【NLSC】》、《農航所（正射影像圖）》對照。